# Włośniak nagi

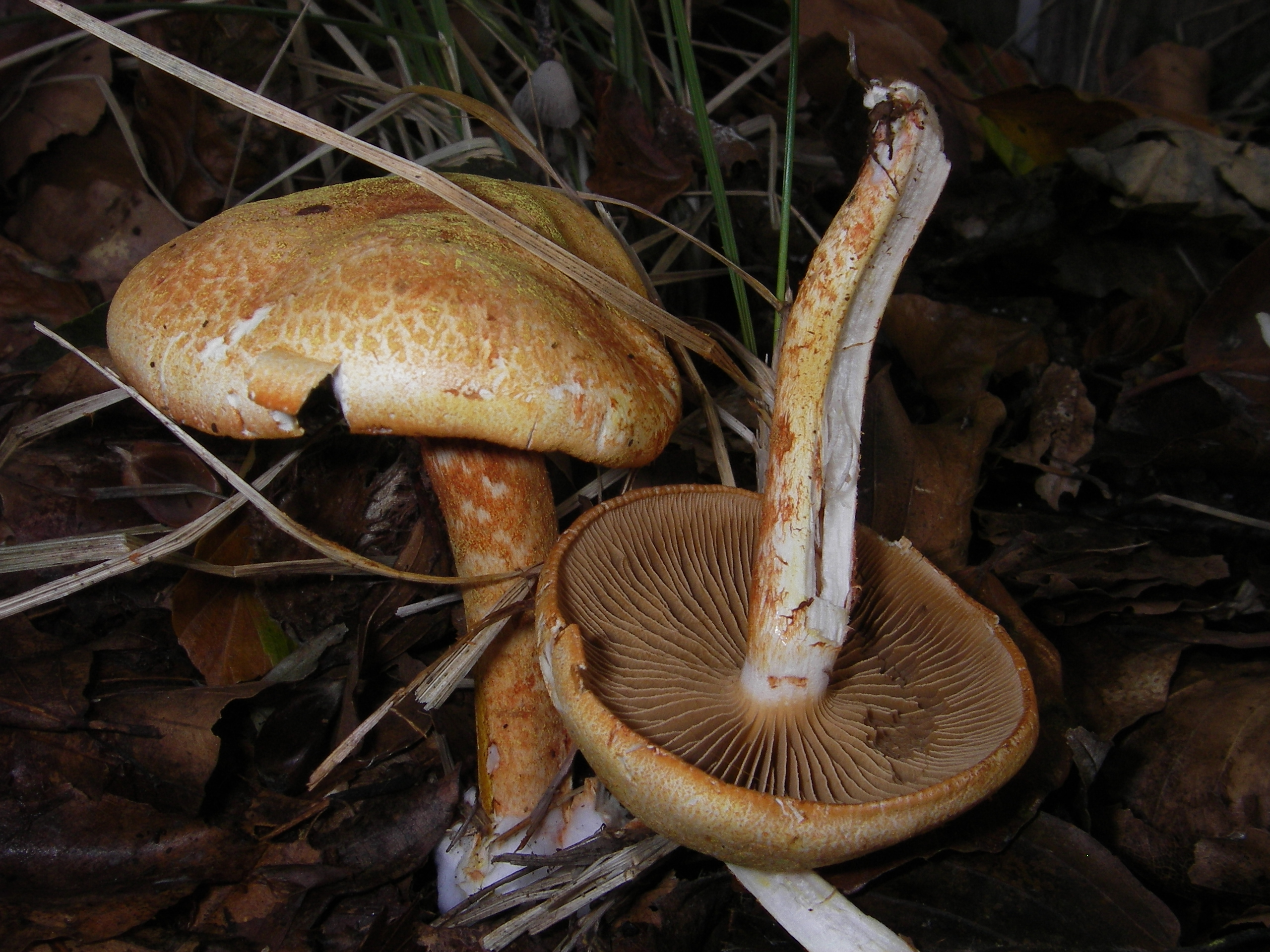

Włośniak nagi (Mallocybe gymnocarpa (Kühner) Matheny & Esteve-Rav.) – gatunek grzybów należący do rodziny strzępiakowatych (Inocybaceae).

## Systematyka i nazewnictwo
Pozycja w klasyfikacji według Index Fungorum: Mallocybe, Inocybaceae, Agaricales, Agaricomycetidae, Agaricomycetes, Agaricomycotina, Basidiomycota, Fungi.
Po raz pierwszy takson ten zdiagnozował w 1953 r. Robert Kühner nadając mu nazwę Inocybe gymnocarpa. Obecną, uznaną przez Index Fungorum nazwę nadali mu w 2019 r. Matheny i Esteve-Rav., przenosząc go do nowo utworzonego rodzaju Mallocybe.
Synonim: Inocybe gymnocarpa Kühner 1953.
Nazwę polską podał Andrzej Nespiak w 1990 r. Po przeniesieniu go do rodzaju Mallocybe nazwa polska stała się niespójna z nazwą naukową. W 2021 r. Komisja ds. Polskiego Nazewnictwa Grzybów przy Polskim Towarzystwie Mykologicznym zarekomendowała nazwę włośniak nagi.

## Morfologia
Kapelusz
Średnica 2–5 cm, początkowo stożkowaty, potem płaskowypukły, a czasami nawet zupełnie płaski. W stosunku do mięsistego trzonu jest cienki. Powierzchnia jednolicie włókienkowato- łusaeczkowata barwy brązowej, na szczycie ciemniejsza.
Blaszki
Zatokowato wycięte, cienkie, brudnooliwkowe. Ostrza jaśniejsze.
Trzon
Wysokość 4–5 cm, grubość 0,5–1,2 cm, walcowaty, pełny, bez śladu pierścienia, z nieco zgrubiałą podstawą. Powierzchnia delikatnie włókienkowata, w górnej części niemal biała i nieco oszroniona, w dolnej brudnobeżowa, lub rdzawożółtawa, przy podstawie biała.
Miąższ
W kapeluszu brudnobiały, w trzonie rdzawożółty. Smak i zapach nieokreślony.
Cechy mikroskopowe
Zarodniki eliptyczno-migdałkowate, nieco nieregularne, 10,5–13,5 × 6–7,5 µm. Podstawki maczugowate 30–45 × 10,5–12 µm. Na ostrzu blaszek licznie występują maczugowate, cienkościenne komórki brzeżne o wymiarach 40–70 × 10–20 µm.

## Występowanie i siedlisko
Znane jest występowanie włosniaka nagiego w Europie. W piśmiennictwie naukowym na terenie Polski do 2003 r. podano na 2 stanowiskach. W Polsce gatunek słabo poznany, jego rozprzestrzenienie i częstość występowania nie są znane.
Grzyb mikoryzowy. Rośnie na ziemi w lasach iglastych na glebach wapiennych.